# Kościół św. Wojciecha w Dobroniu
Kościół św. Wojciecha w Dobroniu – rzymskokatolicki kościół parafialny w miejscowości Dobroń w powiecie pabianickim, w województwie łódzkim. Drewniany budynek kościoła z XVIII wieku wpisany jest do rejestru zabytków (nr rej. 33 z 20 lipca 1967 r.), podobnie jak drewniana dzwonnica (nr rej. 57 z 20 lipca 1967 r.). Parafia św. Wojciecha należy do dekanatu łaskiego w archidiecezji łódzkiej.

## Historia
Budowa kościoła trwała w latach 1776–1779; architektem był ks. Sebastian Alojzy Sierakowski, jezuita. Kościół został erygowany początkowo 20 maja 1779 roku jako filia kolegiaty w Łasku, a następnie 23 czerwca 1780 roku przez arcybiskupa gnieźnieńskiego Antoniego Kazimierza Ostrowskiego jako samodzielny kościół parafialny, podlegający dekanatowi łaskiemu. W skład parafii w Dobroniu początkowo wchodziły wsie Dobroń, Mogilno, Ldzań i Róża; później dołączyły do nich osady Chechło i Talar.
Budynek kościoła, wzniesiony w konstrukcji zrębowej z drewna na murowanych fundamentach, zbudowany jest na planie krzyża łacińskiego. Jest orientowany względem stron świata, z głównym ołtarzem po stronie wschodniej. Prezbiterium jest trójbocznie zamknięte, za nim znajduje się kwadratowa zakrystia, a od strony zachodniej – kruchta. Budowla ma strop płaski oraz dach z przyczółkami. Nad nawą znajduje się barokowa wieżyczka na sygnaturkę, a obok kościoła dzwonnica w konstrukcji słupowej z trzema dzwonami. W kościele zamontowane są organy (obecnie – elektroniczne), a galeria chóru wsparta jest na czterech kolumnach.
Do wyposażenia kościoła należy wczesnobarokowy ołtarz główny z rzeźbami św. Wojciecha i św. Stanisława oraz obrazem Boga Ojca z połowy XVII wieku. Sklepienie prezbiterium zdobi polichromia "Ukoronowanie Najświętszej Maryi Panny na Królową Nieba i Ziemi". Mensy ołtarzy bocznych reprezentują styl rokokowy, rokokowa jest także chrzcielnica. W świątyni znajdują się ołtarze boczne - przy jednym z nich wspominana jest Matka Boska Częstochowska, przy drugim Najświętsze Serce Pana Jezusa. Znajdują się tam również relikwie św. Stanisława, św. Maksymiliana Marii Kolbego, św. Siostry Faustyny Kowalskiej. Ambona pochodzi z ok. połowy XVII wieku. Cennym zabytkiem jest przechowywana w kościele złocona puszka z 1736 roku. Sklepienie kościoła zajmuje polichromia "Modlitwa Pana Jezusa w Ogrójcu", a na ścianach namalowano postaci świętych. Pod malunkami osób kanonizowanych zawieszono sześć feretronów, które są noszone podczas procesji. Wyposażenie kruchty stanowią dwa krucyfiksy - znajduje się tam również polichromia przedstawiająca objawienie Pana Jezusa. W okolicy kościoła znajduje się drewniana dzwonnica z XVIII wieku, krzyż misyjny, figury Najświętszego Serca Pana Jezusa i Niepokalanego Serca Maryi oraz pomnik upamiętniający ofiary drugiej wojny światowej.
Staraniem ks. Walentego Mruka, pełniącego funkcję proboszcza w Dobroniu w latach 1872–1891, w roku 1872 odrestaurowano kościół z zewnątrz, w 1875 r. ogrodzono na nowo cmentarz, a w 1878 r. odnowiono wnętrze kościoła.

## Galeria

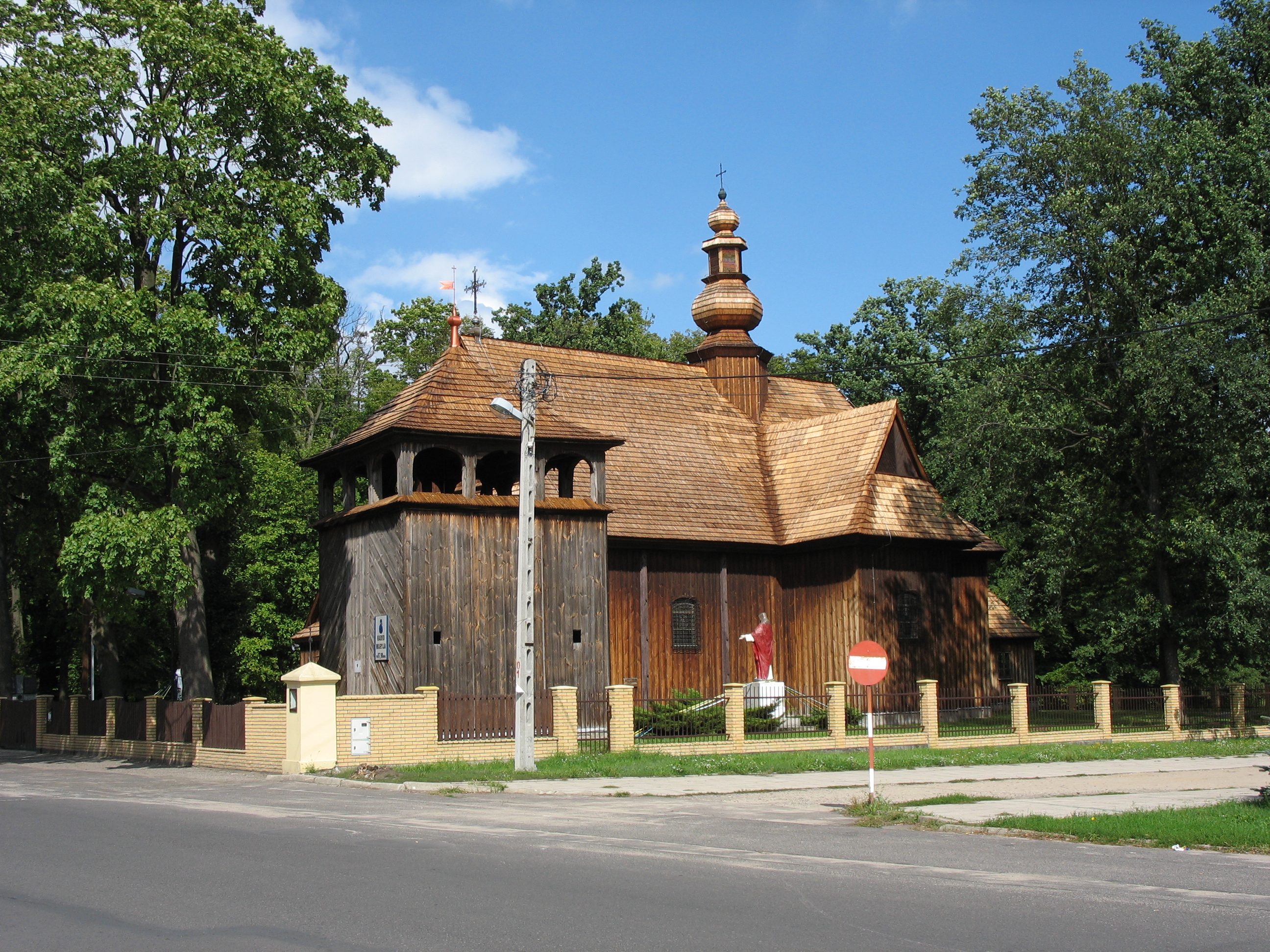
Kościół św. Wojciecha od strony ul. Sienkiewicza. CC-BY-SA 2.5 Mariusz Rzepkowski.
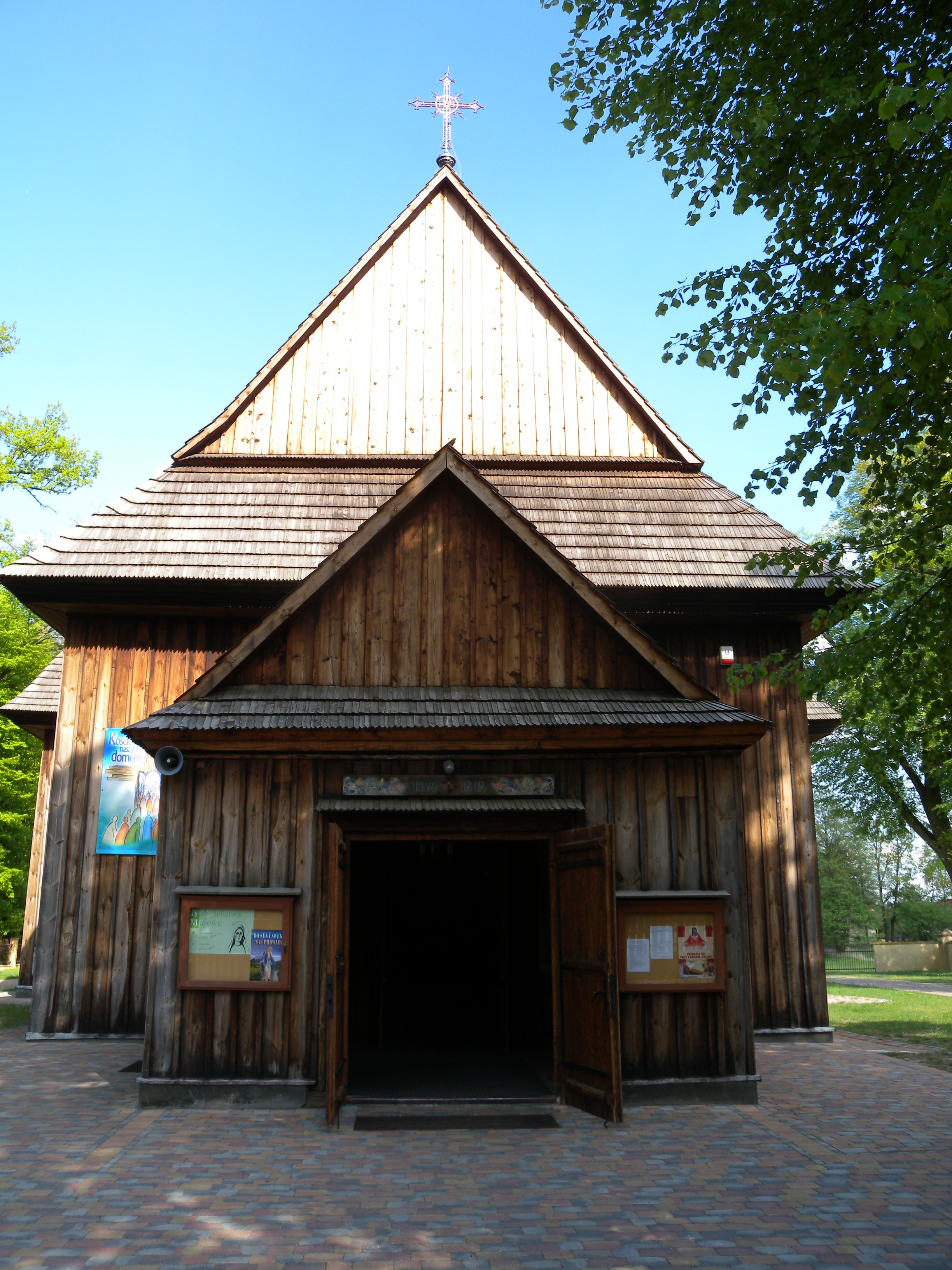
Widok od frontu. CC-BY-SA 3.0 Jacek Bogdan.
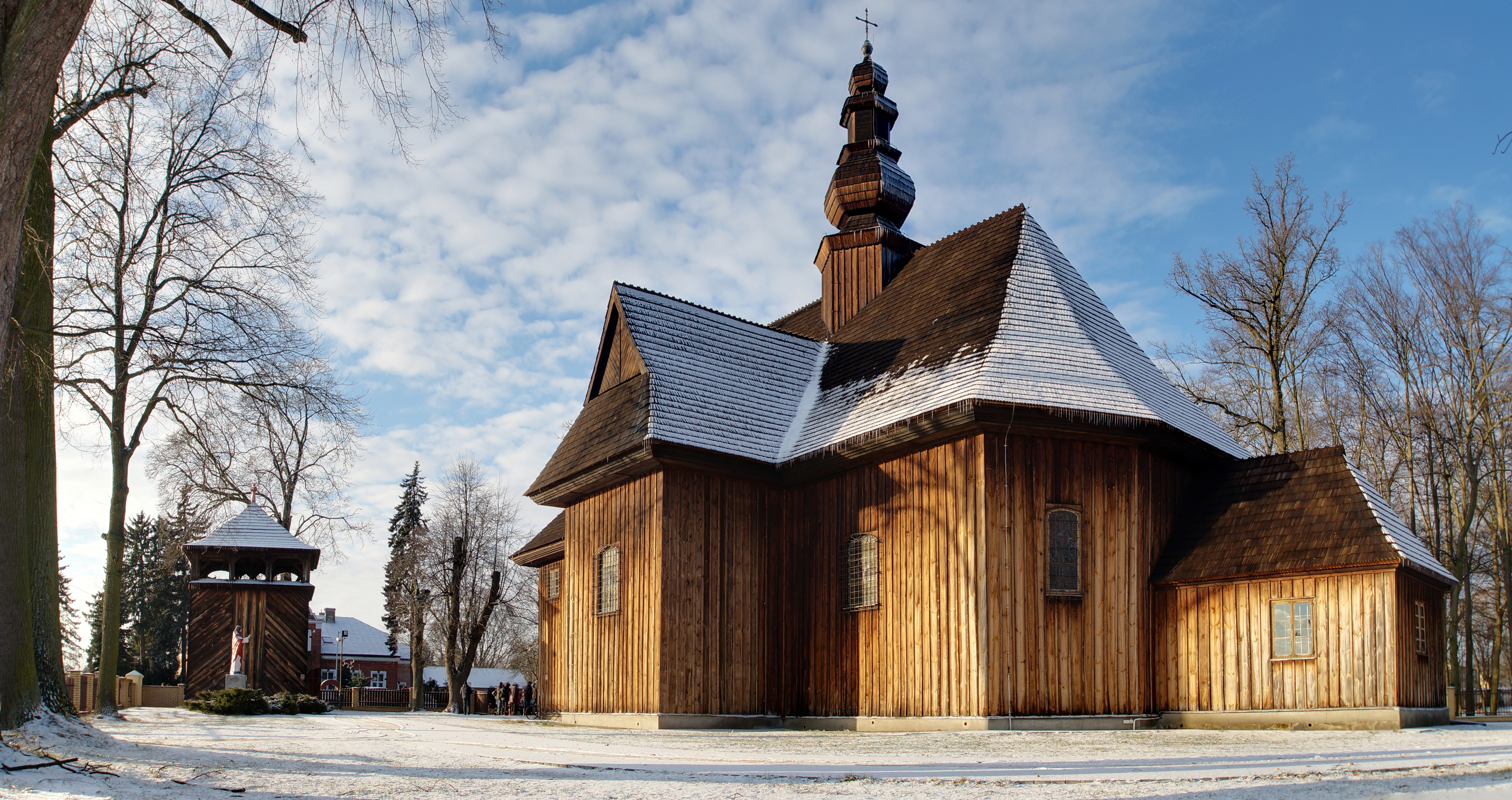
Kościół św. Wojciecha zimą. CC-BY-SA 3.0 Paweł J. Mazurkiewicz.
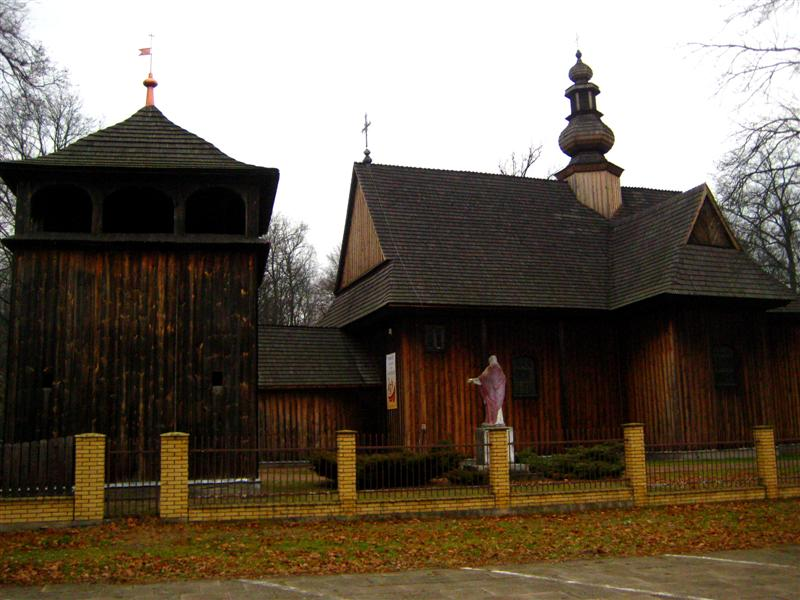
Widok wraz z dzwonnicą. CC-BY-SA 3.0 Jotbepe.
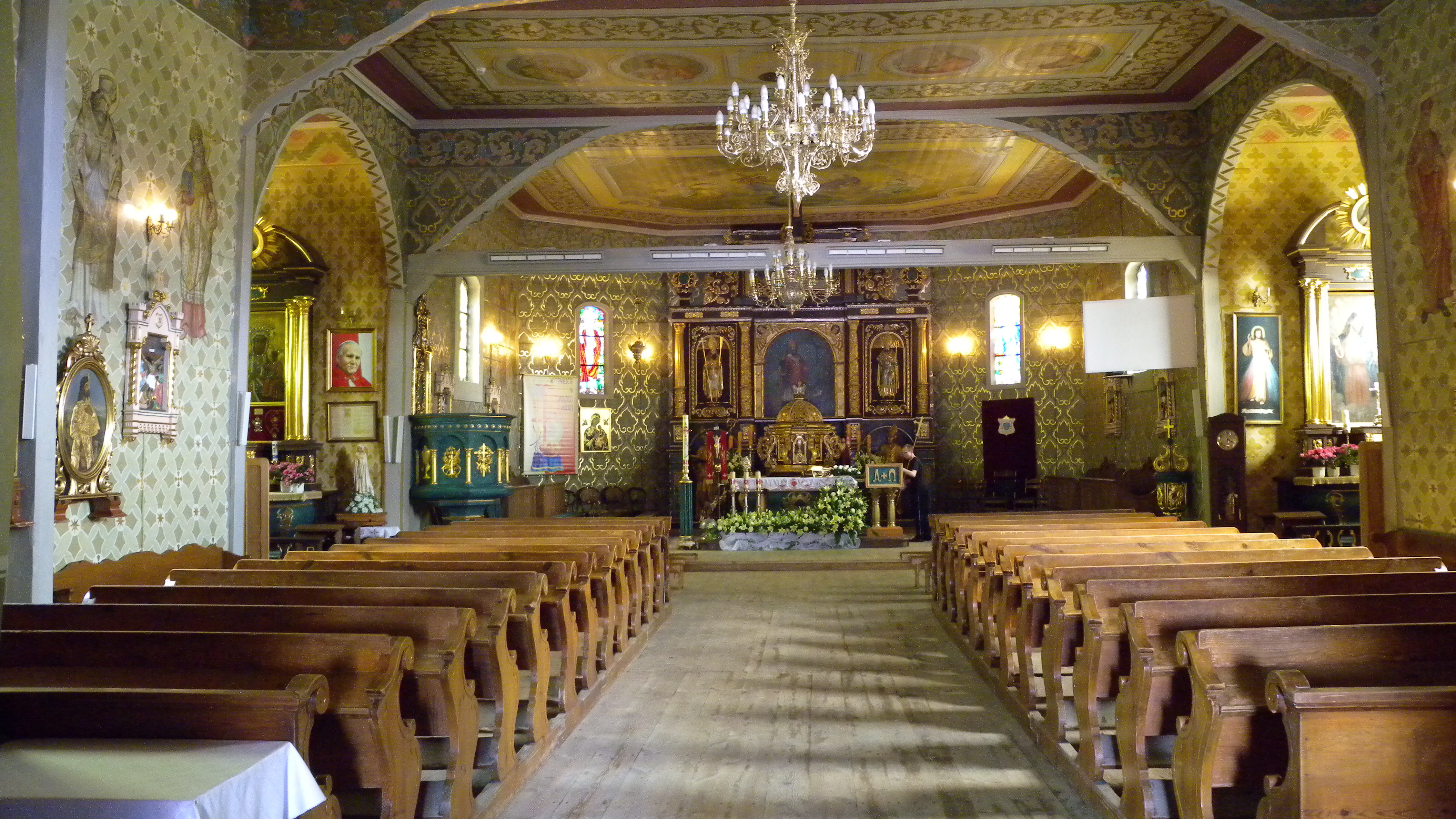
Wnętrze kościoła. CC-BY-SA 3.0 Jacek Bogdan.
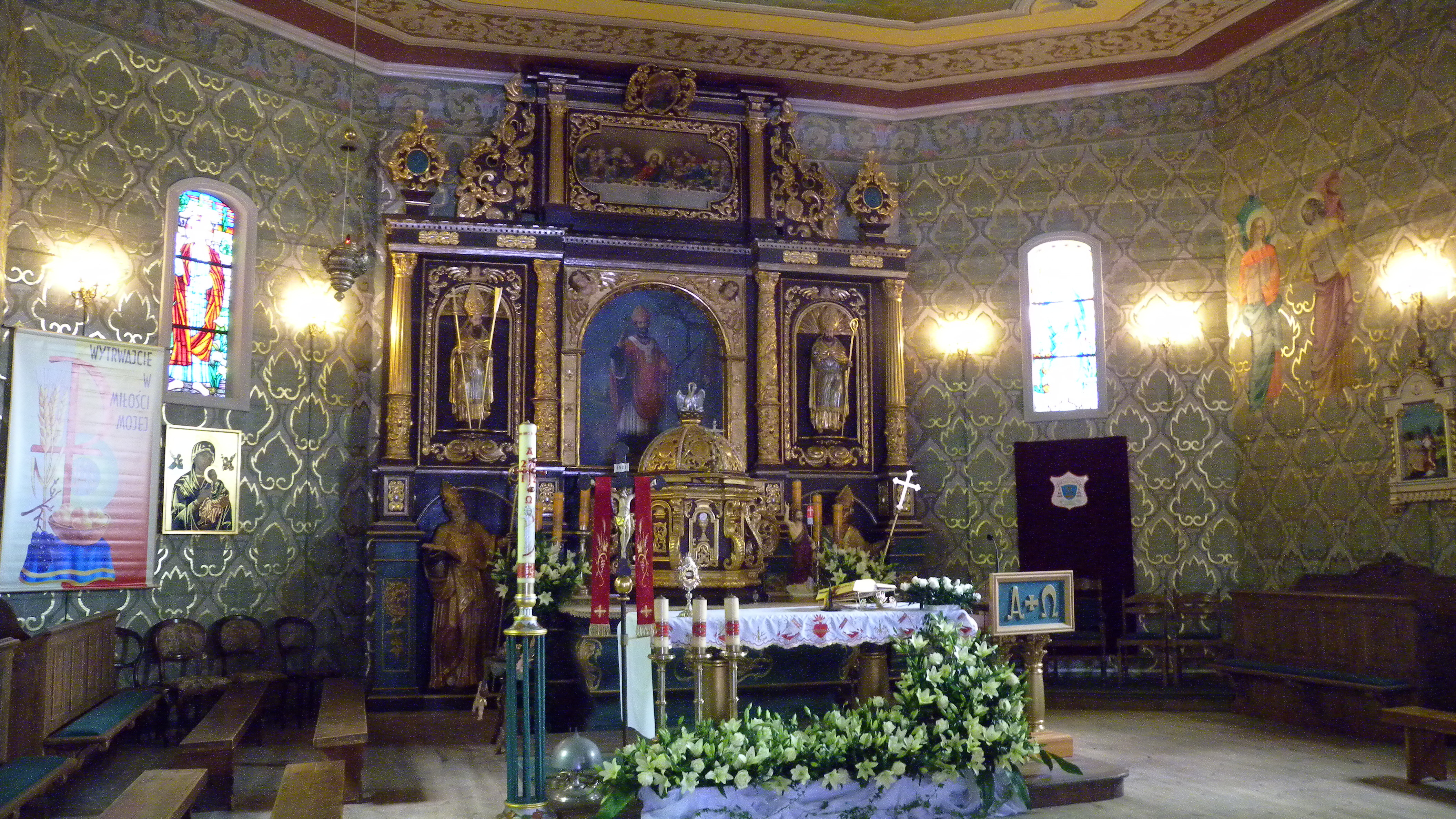
Ołtarz główny. CC-BY-SA 3.0 Jacek Bogdan.
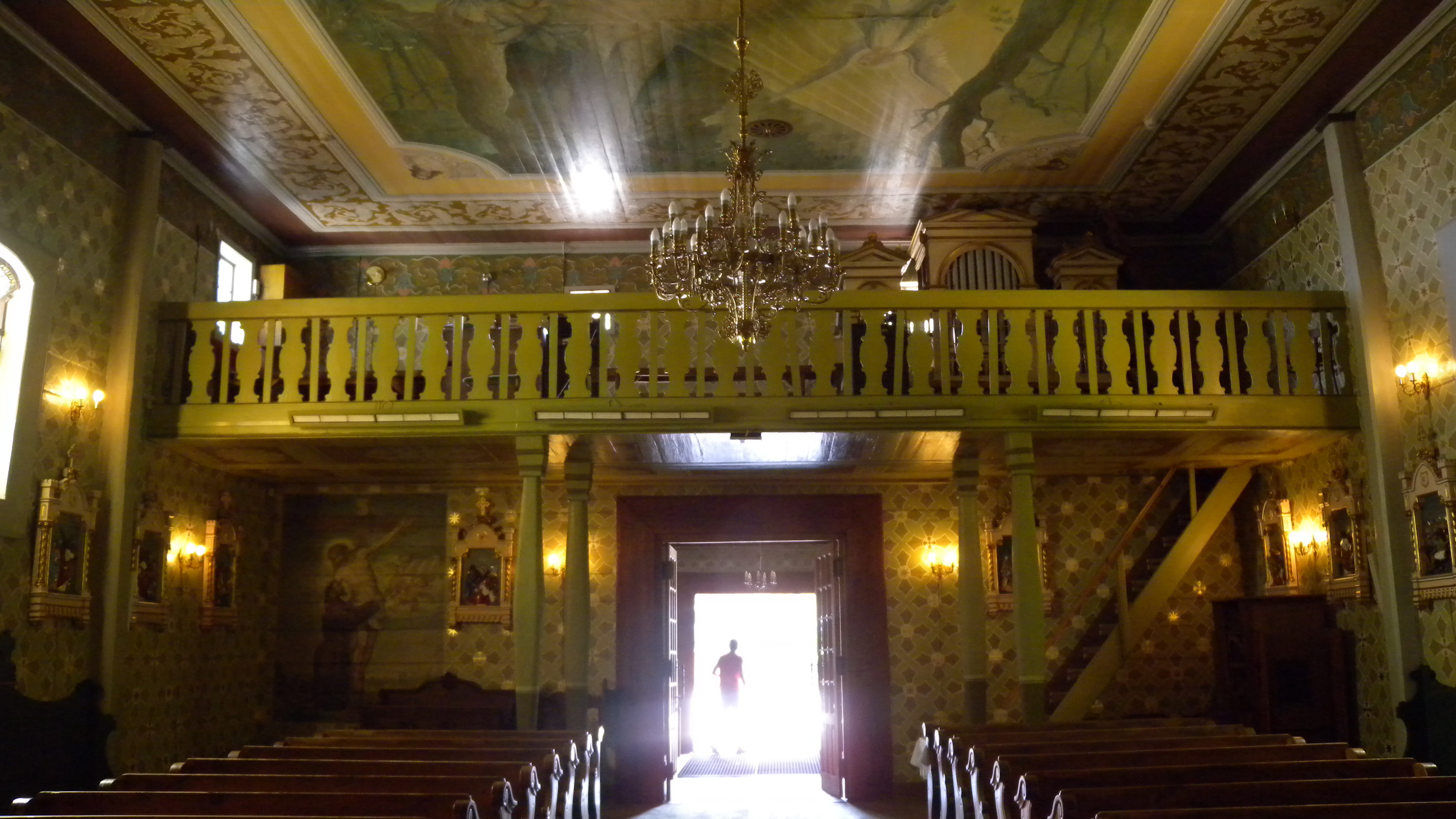
Chór. CC-BY-SA 3.0 Jacek Bogdan.
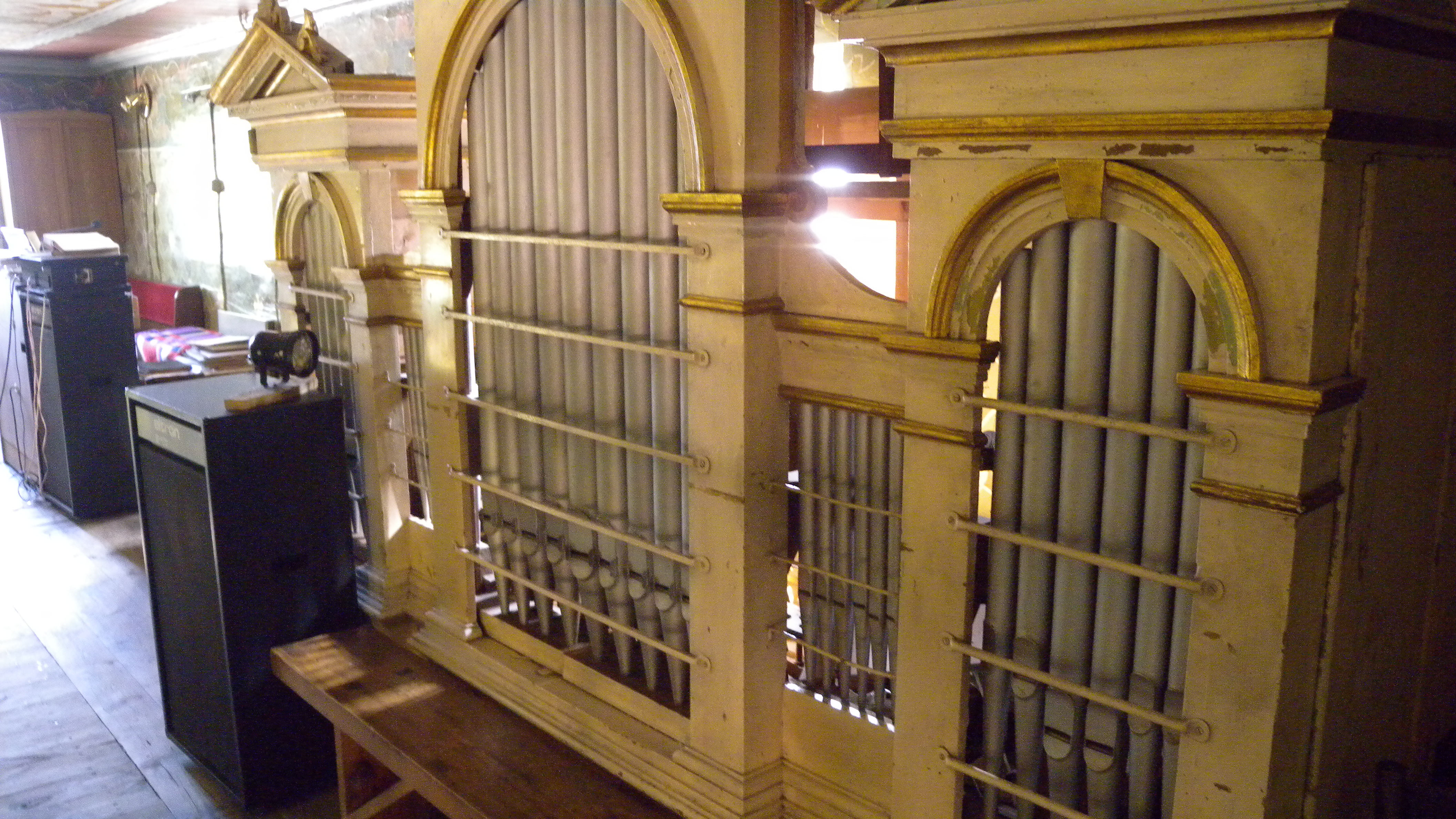
Organy. CC-BY-SA 3.0 Jacek Bogdan.
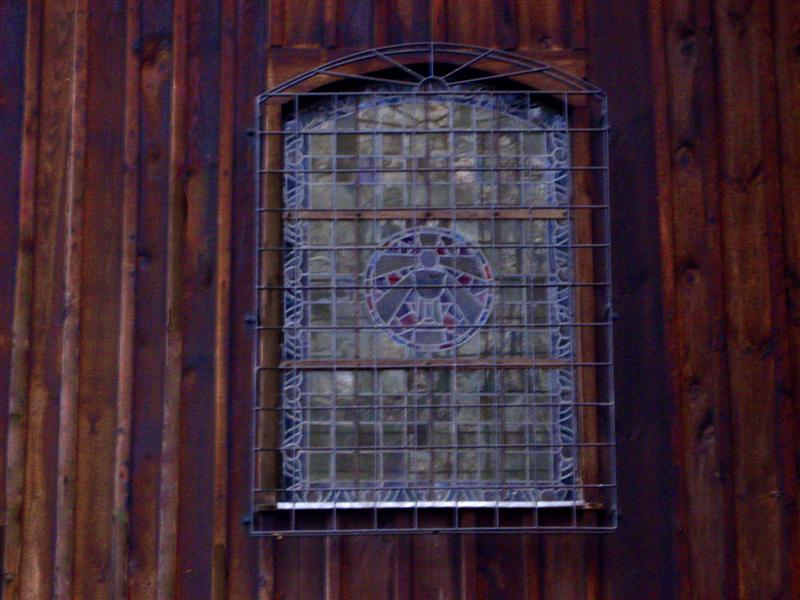
Jeden z witraży. CC-BY-SA 3.0 Jotbepe.
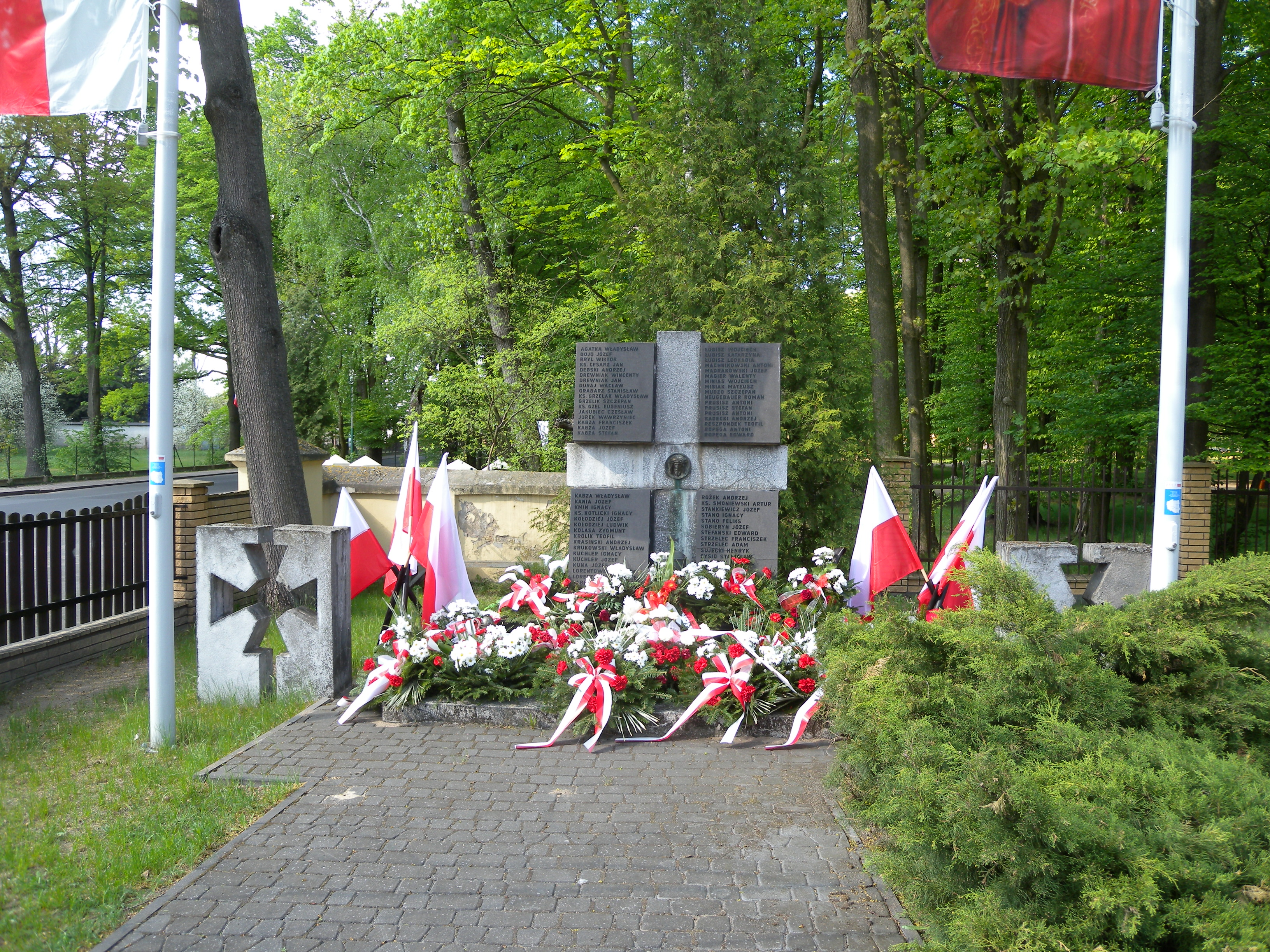
Tablica przed kościołem, upamiętniająca mieszkańców poległych w II Wojnie Światowej. CC-BY-SA 3.0 Jacek Bogdan.